# 白鹈鹕

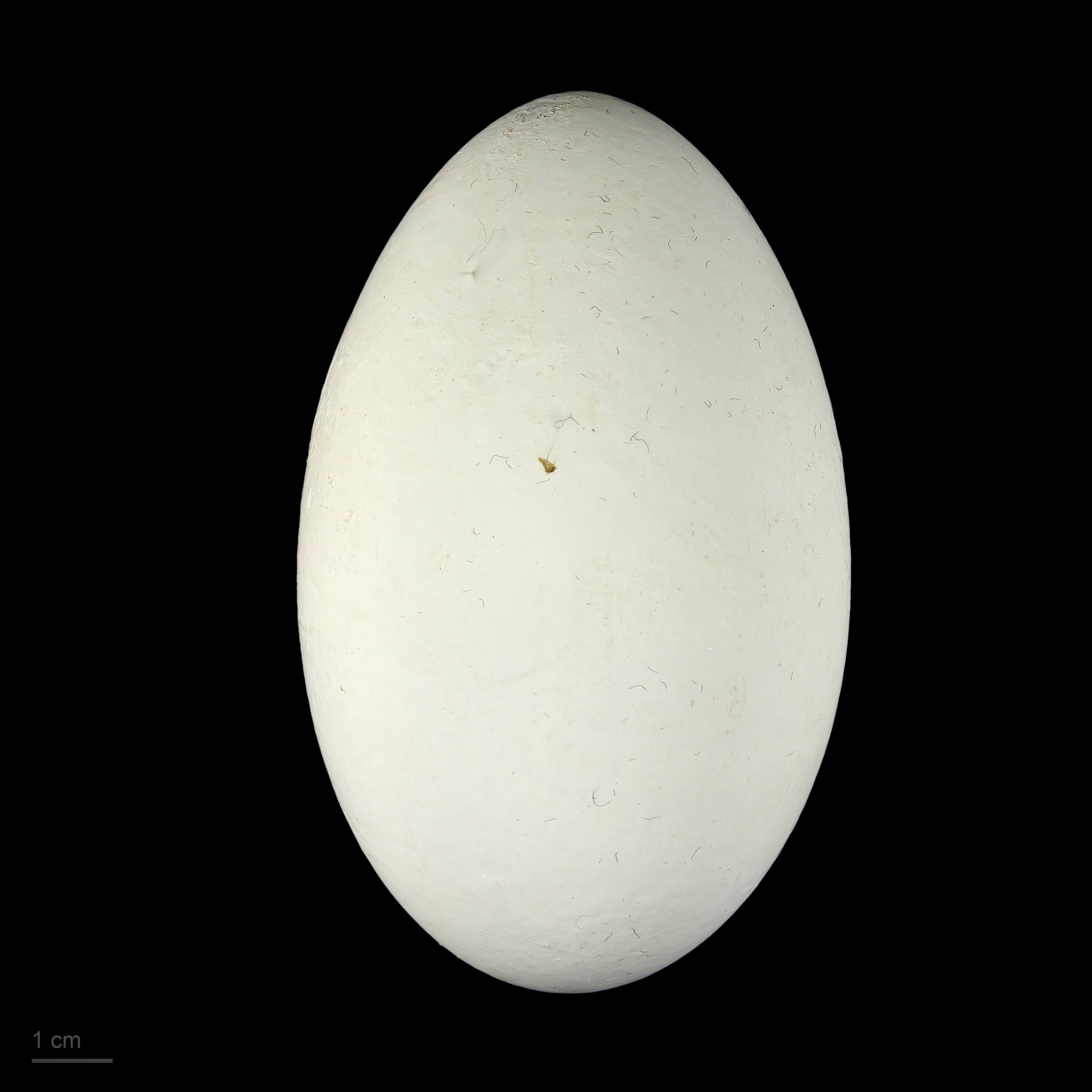
Pelecanus onocrotalus

白鹈鹕（学名：Pelecanus onocrotalus）也叫东方白鹈鹕或大白鹈鹕，是一种大型鹈鹕。产于欧洲到亚洲以及非洲的沼泽地和浅湖区。在中国见于新疆的天山西部、准噶尔盆地西部和南部水域、塔里木河流域，青海湖。
白鹈鹕在欧洲东南地区繁殖，越冬在亚洲西南部以至非洲。